# الربعية
الربعية بلدية بدائرة البرواقية ولاية المدية الجزائرية. تقع في الجنوب الشرقي للولاية ناحية شلالة العذاورة .